# Pedagogija djetinjstva
Pedagogija djetinjstva je znanstvena disciplina čiji je predmet odgoj i obrazovanje djece. Dječja pedagogija nije obrazovanje djeteta, već stjecanje novih vještina kroz njegov razvoj. Pedagogija djetinjstva prostor je spajanja različitih znanja, spoznaja i prihvaćanja u suočenju s velikom različitošću, društvenom, kulturnom i akademskom interakcijom iz kojega proizlazi cjelovito formiranje stručnjaka koji će biti odgovorni za odgoj djece (dječaci i djevojčice), kao što su subjekti s vještinama i spretnošću za cijeli život.

## Pregled
Pedagogija djetinjstva proučava i oblikuje načine na koje djeca uče, razvijaju se i integriraju u društvo tijekom rane dječje dobi. Ova grana pedagogije fokusira se na specifičnosti razvoja djece od rođenja do oko osam godina, obuhvaćajući razdoblje prije nego što djeca krenu u osnovnu školu.
Ključni aspekti pedagogije djetinjstva uključuju:
1. Razvoj kognitivnih sposobnosti: Proučavanje načina na koje djeca razvijaju sposobnosti poput jezičnih vještina, pažnje, pamćenja i rješavanja problema.
2. Emocionalni razvoj: Razumijevanje emocionalnog razvoja djece, potreba za izražavanjem emocija i razvijanje socijalnih vještina.
3. Fizički razvoj: Promicanje zdravog fizičkog razvoja kroz igru, tjelesnu aktivnost i pravilnu prehranu.
4. Socijalna integracija: Istraživanje načina na koje se djeca socijaliziraju, grade odnose s vršnjacima i odraslima te razvijaju osjećaj pripadnosti društvu.
5. Metode poučavanja: Razvijanje pristupa i metoda koje su najučinkovitije za poticanje učenja kod djece u ranoj dobi.
6. Uloga igre: Naglašavanje važnosti igre kao sredstva za učenje i razvoj kreativnosti, mašte te motoričkih i kognitivnih vještina.
7. Individualni pristup: Prepoznavanje individualnih razlika među djecom i prilagodba pedagoškog pristupa kako bi se zadovoljile njihove specifične potrebe.

Pedagogija djetinjstva ima važnu ulogu u oblikovanju temelja za daljnje obrazovanje i životni uspjeh djece. Edukatori i roditelji surađuju kako bi stvorili poticajno okruženje koje podržava optimalan razvoj djeteta u ranoj fazi života.